# Colcha
Colcha (auch: Colcha Pueblo) ist eine Ortschaft im Departamento Cochabamba im südamerikanischen Anden-Staat Bolivien.

## Lage im Nahraum
Colcha ist zentraler Ort des Kanton Colcha im Municipio Arque in der Provinz Arque. Die Ortschaft liegt auf einer Höhe von 2914 m im Tal des Río Arque, einem der Oberläufe des bolivianischen Río Grande, in der bolivianischen Cordillera Central.

## Geographie
Colcha liegt in einem der nördlichen Ausläufer der bolivianischen Cordillera Central. Das Klima ist semiarid und ein typisches Tageszeitenklima, bei dem die mittleren Temperaturunterschiede zwischen Tag und Nacht deutlicher ausfallen als zwischen den Jahreszeiten.
Colcha weist einen durchschnittlichen Jahresniederschlag von 600 mm und einer Jahresdurchschnittstemperatur von 11 °C auf. Die Trockenzeit dauert von Mai bis September und weist niedrigere Temperaturen auf, ist aber frostfrei. Die Regenzeit dauert von Dezember bis Februar und ist wärmer als der Jahresdurchschnitt (siehe Klimadiagramm Arque).

## Bevölkerung
Die Einwohnerzahl der Ortschaft ist in den vergangenen beiden Jahrzehnten auf weniger als die Hälfte zurückgegangen:
| Jahr | Einwohner | Quelle       |
| ---- | --------- | ------------ |
| 1992 | 135       | Volkszählung |
| 2001 | 81        | Volkszählung |
| 2012 | 64        | Volkszählung |

## Verkehrsnetz
Colcha liegt in südwestlicher Richtung 100 Straßenkilometer entfernt von Cochabamba, der Hauptstadt des Departamentos.
Von Cochabamba aus in westlicher Richtung führt die asphaltierte Nationalstraße Ruta 4 über die Stadt Quillacollo nach Parotani und weiter nach Caracollo, wo sie auf die Ruta 1 stößt, die den Altiplano von Norden nach Süden durchquert und Verbindung nach La Paz, Oruro und Potosí herstellt. Südlich von Parotani zweigt nach Süden eine asphaltierte Landstraße ab und erreicht nach 24 Kilometern die Stadt Capinota. Von dort führt eine unbefestigte Landstraße weiter den Río Arque aufwärts und führt über Irpa Irpa, Orcoma und Kara Kara in die Provinzhauptstadt Arque. Vier Kilometer südwestlich von Arque zweigt eine Piste nach Süden hin ab und durchquert den Río Arque zu dem auf der rechten, südlichen Flussseite liegenden Colcha.